# Le Menoux
Le Menoux é uma comuna francesa na região administrativa do Centro, no departamento de Indre. Estende-se por uma área de 5,58 km². Em 2010 a comuna tinha 438 habitantes (densidade: 78,5 hab./km²).